# Patterson Peak
Der Patterson Peak ist ein 1610 m hoher Berg im westantarktischen Marie-Byrd-Land. Im Königin-Maud-Gebirge ragt 6 km nordwestlich des Anderson Ridge am südlichen Ende der Medina Peaks auf.
Der United States Geological Survey kartierte ihn anhand eigener Vermessungen und Luftaufnahmen der United States Navy aus den Jahren von 1960 bis 1964. Das Advisory Committee on Antarctic Names benannte ihn 1967 nach dem US-amerikanischen Geochemiker Clair Cameron Patterson (1922–1995), der von 1965 bis 1966 als Glaziologe auf der Byrd-Station tätig war.